# Ahmat Brahim
Ahmat Brahim (ur. 12 sierpnia 1982) – czadyjski piłkarz grający na pozycji ofensywnego pomocnika. W swojej karierze rozegrał 22 mecze i strzelił 3 gole w reprezentacji Czadu.

## Kariera klubowa
Swoją karierę piłkarską Brahim rozpoczął w klubie Renaissance FC. W sezonie 1997/1998 zadebiutował w jego barwach w pierwszej lidze czadyjskiej. Grał w nim do 2010 roku. Wywalczył z nim sześć mistrzostw Czadu w sezonach 2001/2002, 2003, 2004, 2005, 2006 i 2007 oraz wicemistrzostwo w sezonie 2013. W latach 2013–2014 był piłkarzem Elect-Sport FC. Zdobył z nim Puchar Czadu w 2014 roku.

## Kariera reprezentacyjna
W reprezentacji Czadu Brahim zadebiutował 11 listopada 1999 roku w wygranym 2:0 towarzyskim meczu z Kongiem. Od 1999 do 2008 wystąpił w kadrze narodowej 22 razy i strzelił 3 gole.